# Município de Franklin (condado de Rowan, Carolina do Norte)
Localização da Carolina do Norte nos E.U.A.
O município de Franklin (em inglês: Franklin Township) é um município localizado no  condado de Rowan no estado estadounidense da Carolina do Norte. No ano 2010 tinha uma população de 12.322 habitantes.

## Geografia
O município de Franklin encontra-se localizado nas coordenadas 35° 42′ 33,5″ N, 80° 30′ 03,21″ O.